# بیلی واتسن
بیلی واتسن (به انگلیسی: Billy Watson) بازیکن فوتبال زادهٔ ۱۱ سپتامبر ۱۸۹۰ اهل کشور انگلستان که سابقهٔ بازی در تیم ملی فوتبال انگلستان را در کارنامهٔ خود دارد. وی در تاریخ ۵ آوریل ۱۹۱۳ نخستین بازی ملی خود را در مقابل تیم ملی فوتبال اسکاتلند انجام داد و با حضور در ۳ بازی ملی، در تاریخ ۲۵ اکتبر ۱۹۱۹ واپسین بازی ملی‌اش را در برابر تیم ملی فوتبال ایرلند برگزار کرد.